# Ovala rummets golvur

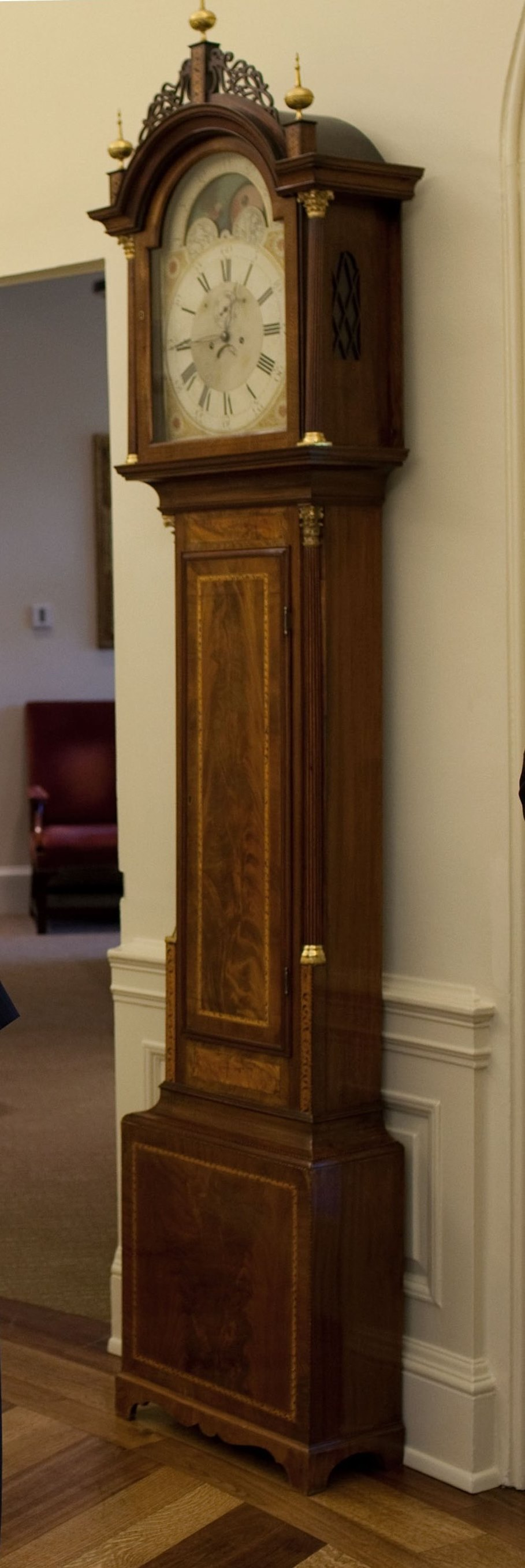
Ovala rummets golvur

Ovala rummets golvur, eller Seymour tall case clock eller Oval Office grandfather clock, är ett 269 centimeter högt golvur i Vita huset i Washington D.C i USA.
Golvuret tillverkades mellan 1795 och 1805 i Boston i Massachusetts av de från England inflyttade möbelsnickarna John Seymour (född 1738) och hans son Thomas (1771–1848). Det har stått i Ovala rummet sedan 1975 under Gerald Fords tid och varit en av få permanenta inredningsdetaljer i detta rum.

## Beskrivning
Golvurets fodral är gjort i mahogny. Urverket är tillverkat av den från Skottland inflyttade klockmakaren James Doull (född 1785) i Charlestown i Massachusetts, numera en stadsdel i Boston. Den färgrikt, med landskapsmotiv målade, urtavlan är troligen utförd av bostonkonstnärerna Spencer Nolen och Samuel Curtis, även om den är signerad i skrivstil av James Doull.
Golvuret kom till Vita huset under Richard Nixons presidenttid och ingick i inredning tillskriven Seymours, som Patricia Nixon fått och delvis köpt 1972. Sedan installationen i Ovala rummet har den stått i rummets nordvästra del mellan dörren till sekreterarens kontor och de franska dörrarna till kolonnaden och till Rosenträdgården.

## Bildgalleri

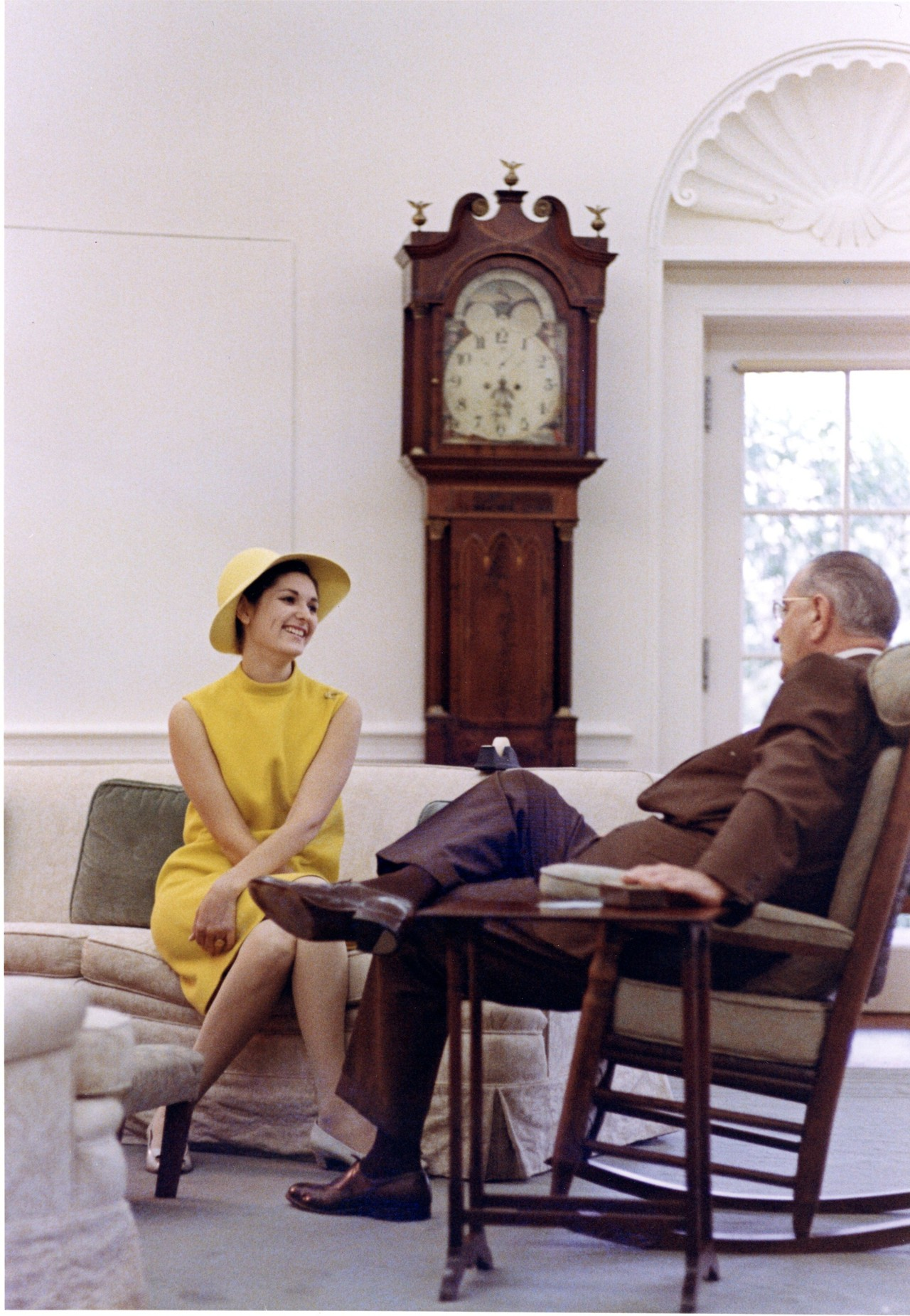
Lyndon B. Johnson med dottern Lynda Bird Johnson vid det tidigare golvuret, 1967
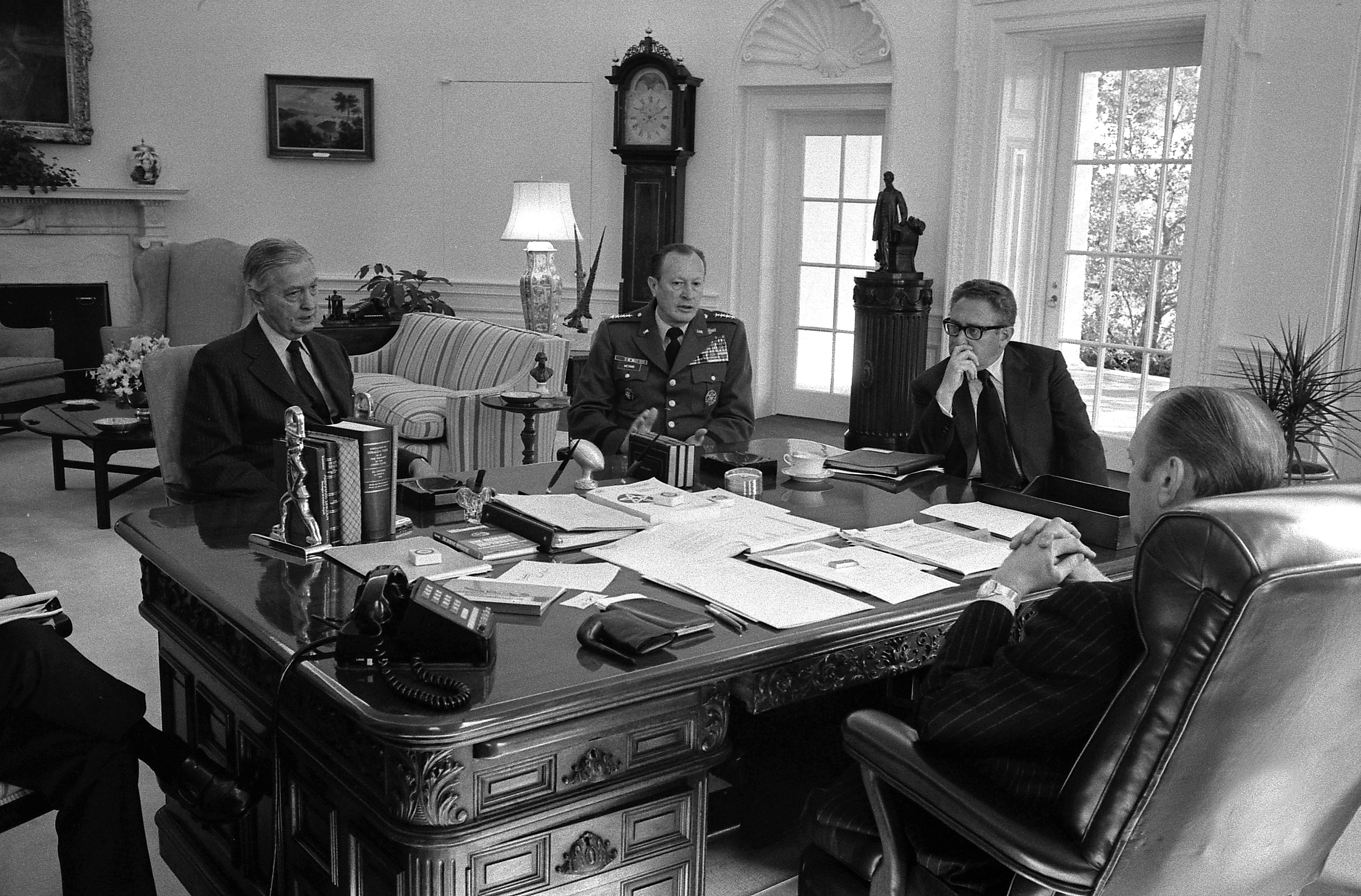
Gerald Ford med USA:s Sydvietnamambassadör Graham Martin, general Frederick Weyand och utrikesminister Henry Kissinger, 1975
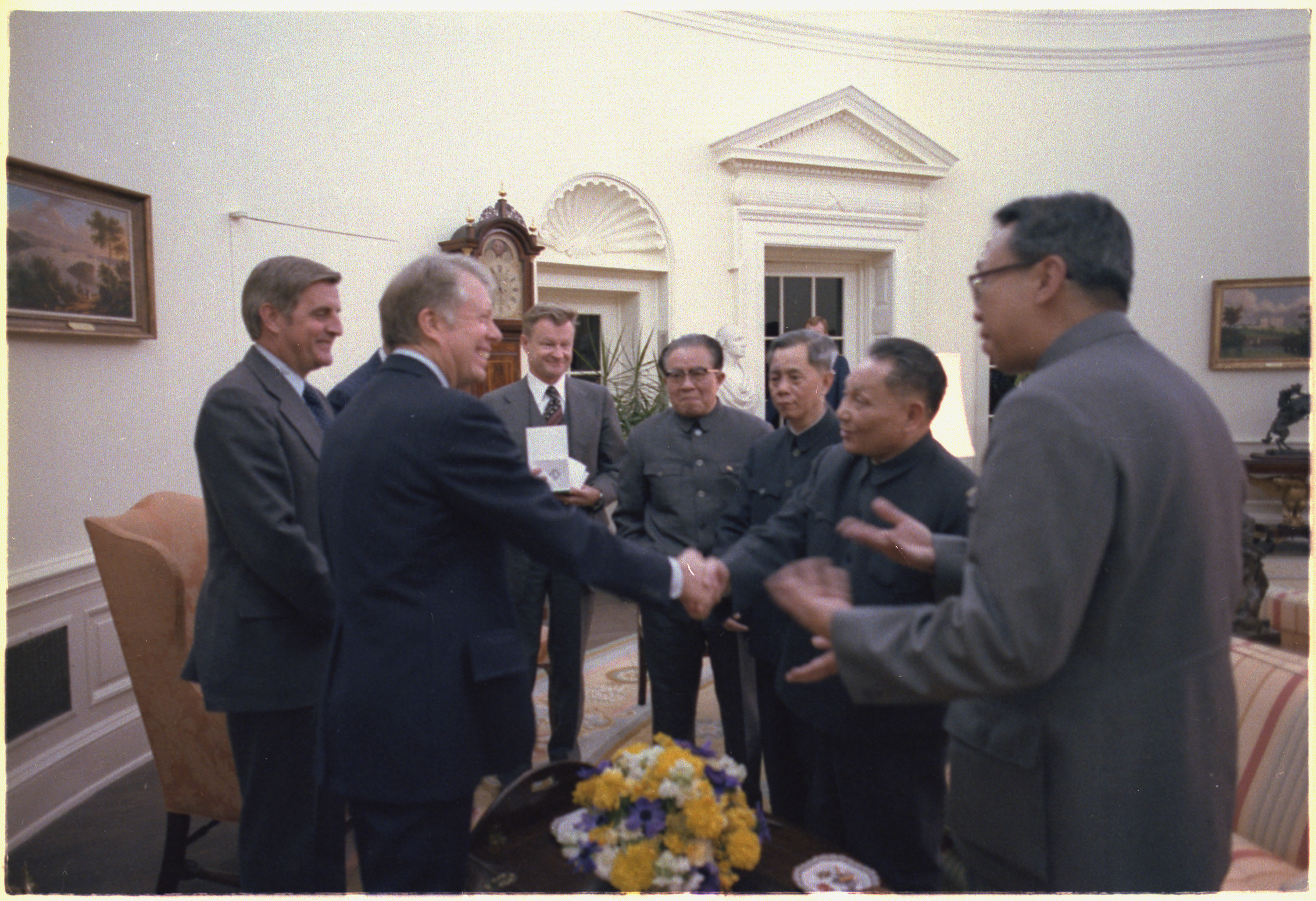
Jimmy Carter och den kinesiske generalsekreteraren för kommunistpartiet Deng Xiaoping, 1979
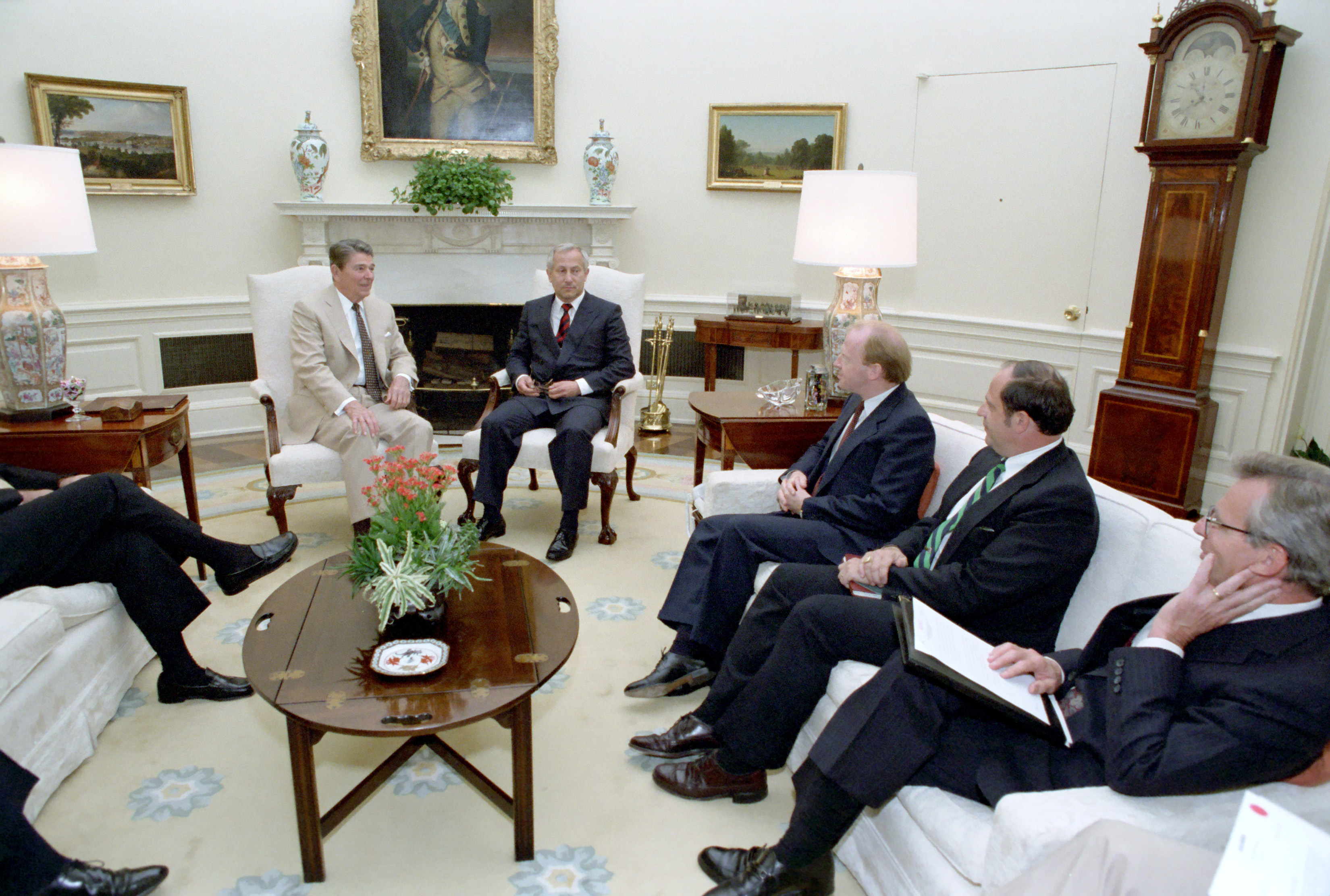
Ronald Reagan och den ryske dubbelagenten Oleg Gordievsky. Längst till höger nationelle säkerhetsrådgivaren Frank Carlucci. 1987
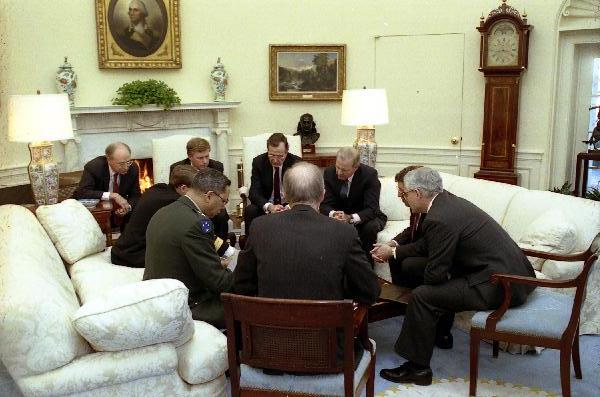
George H.W. Bush diskuterar Operation Desert Storm med nationella säkerhetsrådet, 1991
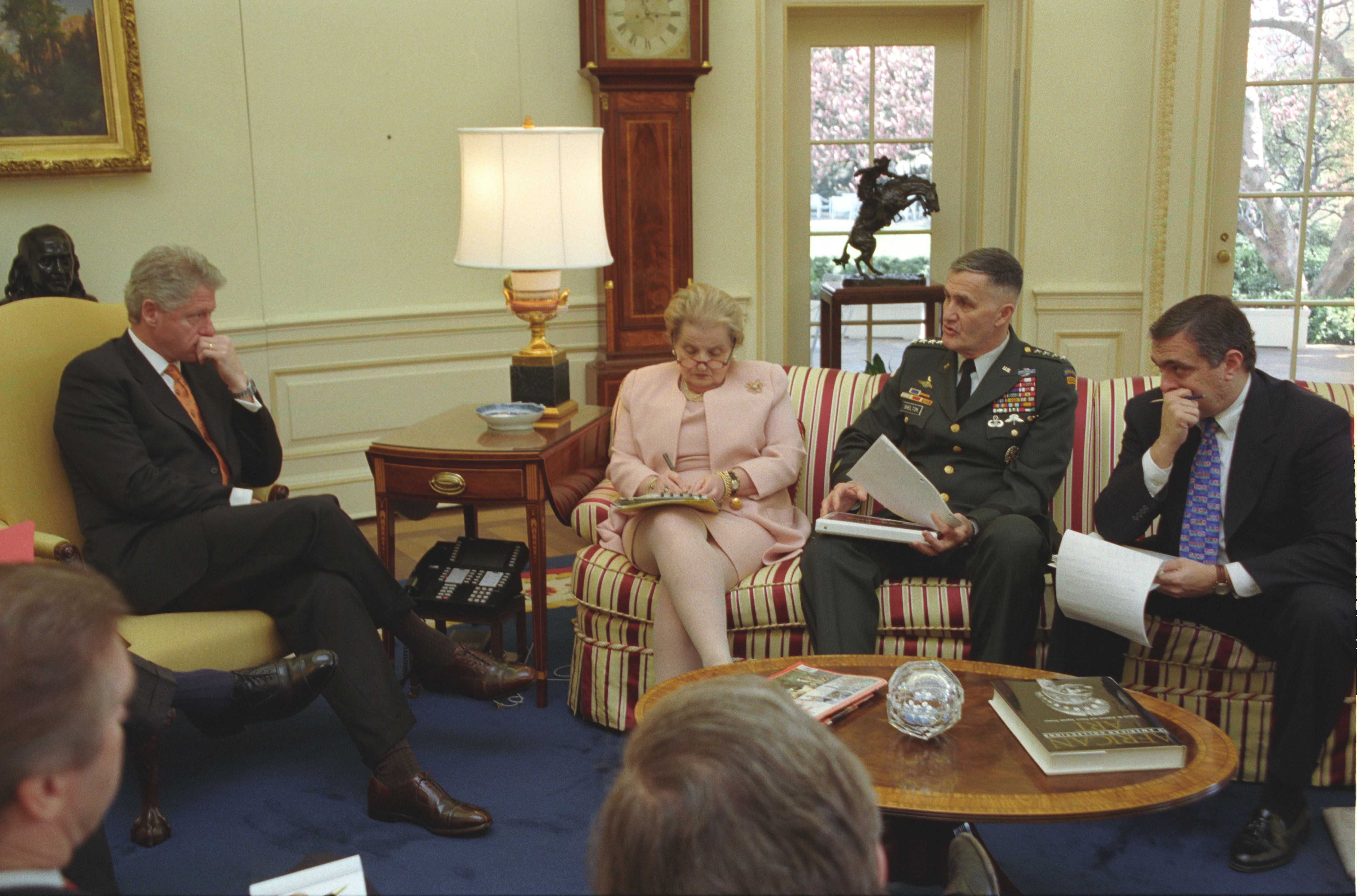
Bill Clinton, utrikesminister Madeleine Albright, USA:s försvarschef general Hugh Shelton och CIA-chefen George Tenet, 1999
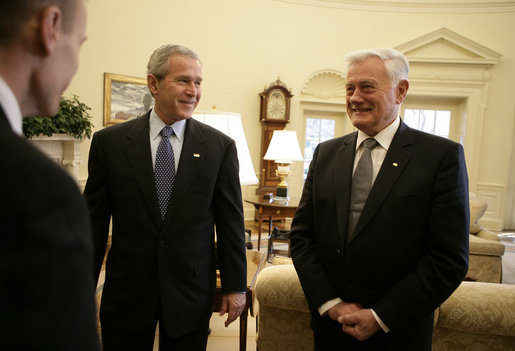
George W. Bush och Litauens president Valdas Adamkus, 2007
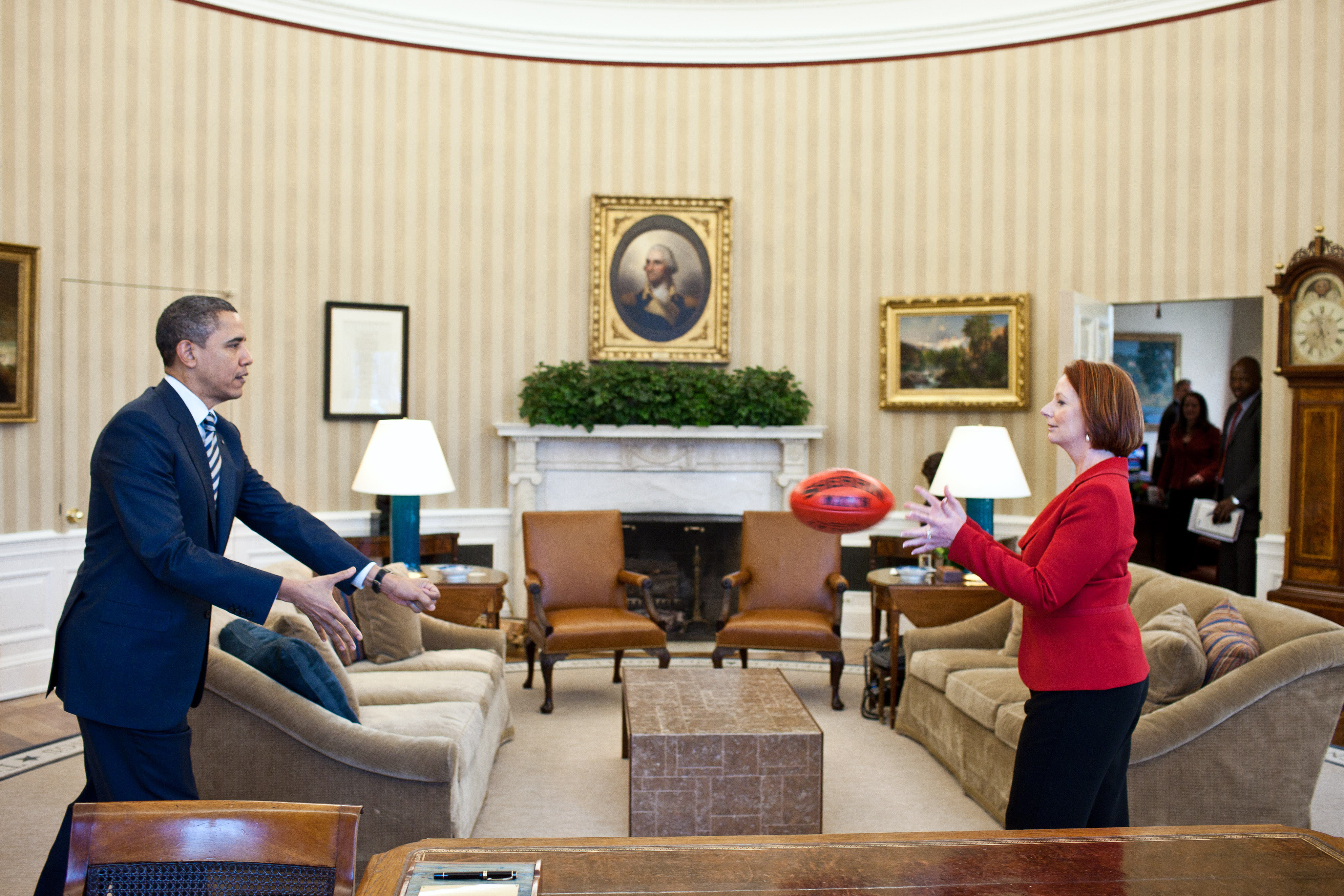
Barack Obama kastar en amerikansk fotboll till Australiens premiärminister Julia Gillard, 2011. Foto: Pete Souza.
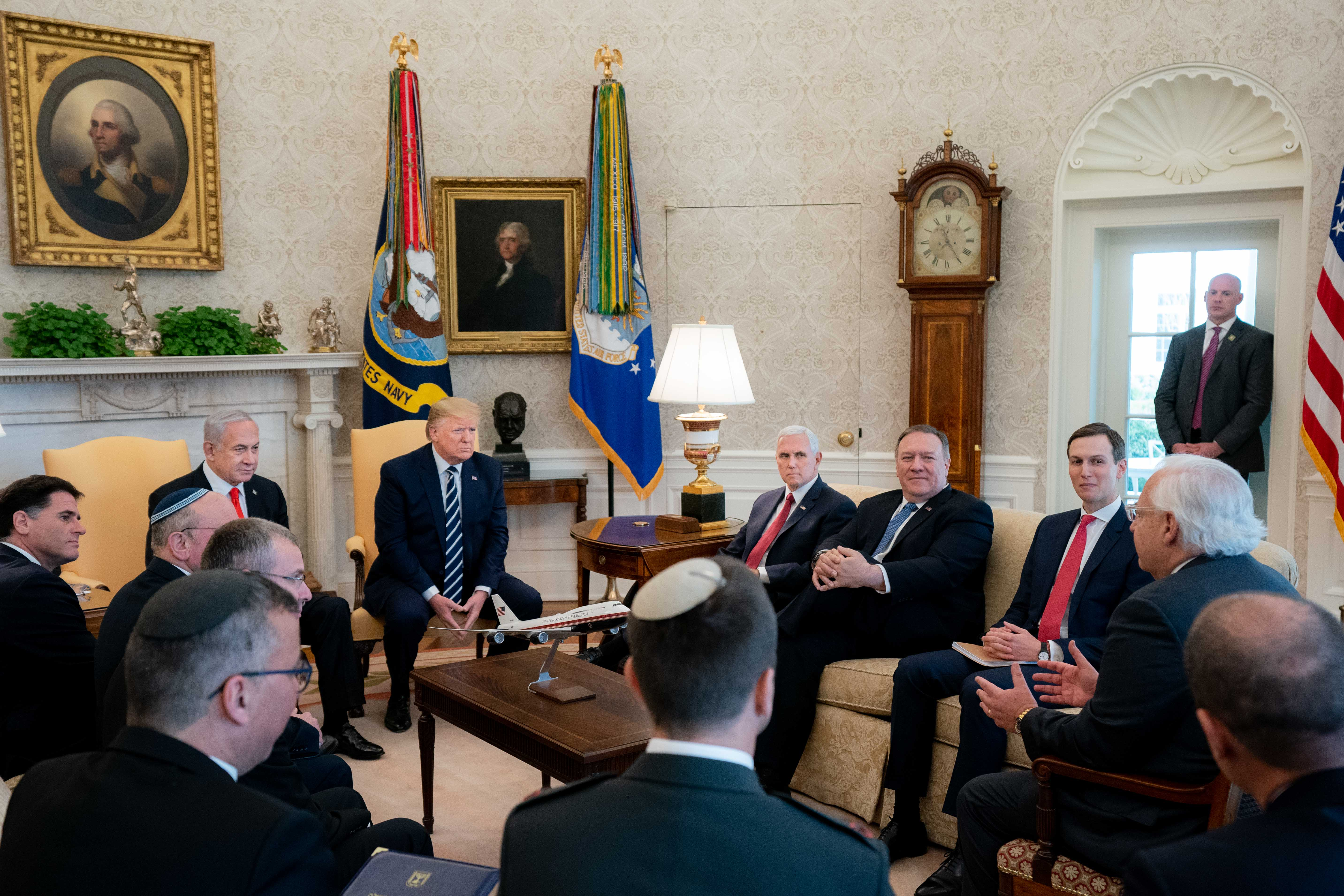
Donald Trump i möte med Israels premiärminister Benjamin Netanyahu, 27 januari 2020.
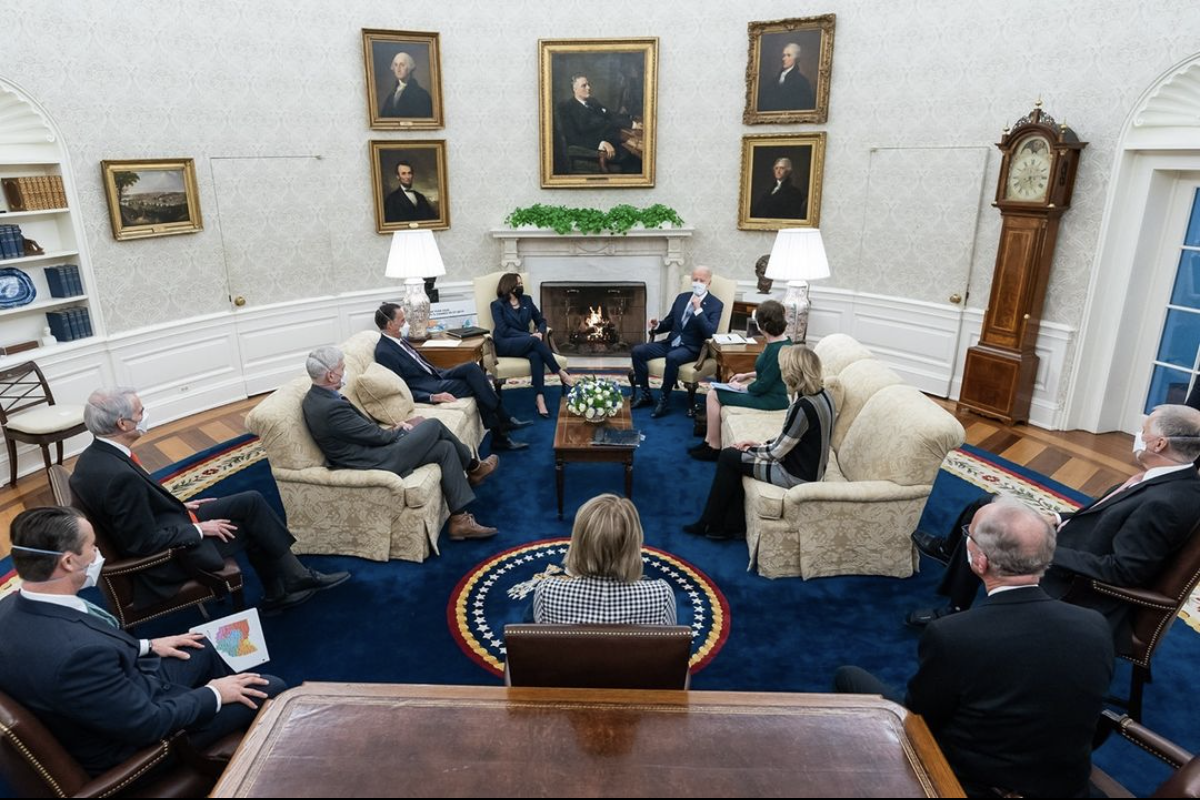
Joe Biden och vicepresident Kamala Harris i samtal med republikanska senatorer, 31 januari 2021.